# Качканарська група залізорудних родовищ
Качканарська група залізорудних родовищ — група родовищ в Свердловській області Російської Федерації. Відома з XVIII століття.

## Характеристика
Головні родовища: Качканарське і Гусевогорське. Родовища магматичного походження. Балансові запаси близько 2 млрд т із вмістом Феруму 16%. Руди містять Титан, Ванадій.

## Технологія розробки
Видобуток руди відбувається відкритим способом. У цю групу ровищ входить два кар'єри; збагачувальна, аґломераційна і грудкувальна фабрики.
З 1963 року розробляється ще Гусевогорське родовище. Збагачення відбувається мокрою магнієвою сепарацією. Вміст Феруму в концентраті 61%.